# Státní svátky Argentiny
Státní svátky Argentiny uvádějí přehled státních svátků, vyhlášených v Argentině.
| Datum        | Český název                                            | Místní název                                                  | Poznámka |
| ------------ | ------------------------------------------------------ | ------------------------------------------------------------- | --- |
| 1. ledna     | Nový rok                                               | Año Nuevo                                                     | |
|              | Velký pátek                                            | Viernes Santo                                                 | |
| 2. dubna     | Den veteránů                                           | Día del Veterano de Guerra y los Caídos en las Islas Malvinas | pocta padlým ve válce o Falklandské ostrovy na výročí argentinské invaze |
| 1. května    | Svátek práce                                           | Día del Trabajador                                            | |
| 25. května   | Výročí ustanovení první nezávislé vlády v Buenos Aires | Revolución de Mayo                                            | V květnu 1810 místní revoluce obsadila oblast Buenos Aires. To byl první krok směrem k nezávislosti |
| červen²      | Den národní vlajky                                     | Día de la Bandera                                             | připomíná úmrtí Manuela Belgrana, autora současné vlajky |
| 9. července  | Den národní nezávislosti                               | Día de la Independencia                                       | 6 let po 25. květnu 1810 několik provincií, které dnes tvoří Argentinu, deklarovaly svou nezávislost na Španělsku |
| 17. srpna    | Výročí úmrtí generála José de San Martín               | Día del Libertador José de San Martín                         | Tento den připomíná úmrtí José de San Martín, nejdůležitějšího ze zakladatelů, kteří osvobodili nejenom část Argentiny, ale pomohli osvobodit i Chile a Peru podél O'Higgins a Bolívar                                                                                              |
| 11. září     | Den učitelů                                            | Día del Maestro                                               | připomíná úmrtí D. F. Sarmienta |
| 21. září     | Den studentů                                           | Día del Estudiante                                            | většinou slaví pouze střední školy |
| 12. října¹   | Den Kryštofa Kolumba                                   | Día de la Raza                                                | doslova „Den rodu“, který naznačuje oslavu rozdílů mezi původními obyvateli a Evropany. Některé organizace označují Kolumbův příchod jako začátek konce pro původní obyvatele Ameriky a příležitostně se v tento den objevují i demonstrace jako 11. říjen – „Poslední den svobody“ |
| 8. prosince  | Den neposkvrněného početí                              | Día de la Inmaculada Concepción                               | také se nazývá jako Día de la Virgen (Panenský den) |
| 24. prosince | Štědrý večer                                           | Nochebuena                                                    | svátek obvykle začíná o půlnoci, takže ráno se pracuje jako v pracovní den |
| 25. prosince | Vánoční den                                            | Día de Navidad                                                | |

¹ Tento svátek nemá přesné datum.
² Svátek je vždy třetí pondělí v měsíci.